# Hoot
『Hoot』（훗、フッ）は、2010年10月27日に韓国で発売された少女時代の3枚目のミニアルバム、またそのタイトル曲。12月10日には日本国内盤も発売された。

## 韓国版
「Mistake」の作詞は少女時代メンバーのユリによるもの。少女時代のメンバーが作詞した曲は「Mistake」が初めてである。
1. 훗 (フッ、HOOT)
2. 내 잘못이죠 (私のせいなのね、Mistake)
3. 단짝 (仲良し、My Best Friend)
4. Wake Up
5. 첫눈에... (初雪に…、Snowy Wish)

Gaonチャートの2010年の年間販売数は163,066枚である。

## 日本版
韓国版の収録曲に加え、ボーナストラックとして過去に発表された6曲を収録。
（通常盤を除く各種限定盤に収録。）
ボーナストラック
1. Gee
2. 소원을 말해봐 (願いを言ってみて Genie)
3. Oh!
4. Run Devil Run
5. Show! Show! Show!
6. 웃자 (笑おう、Be Happy)

### 特典
豪華初回限定盤
- DVD - 훗(HOOT)music clip、Premium Show Case Live in Ariake Colosseum 2010.08.25
- 韓国版オリジナルフォトブック、ステッカー、フォトカード

初回限定盤
- DVD - 훗(HOOT)music clip
- 韓国版オリジナルフォトブック、ステッカー、フォトカード

期間限定盤
- DVD - 훗(HOOT)music clip